# Ейшеришкі
Ейшеришкі (пол. Ejszeryszki) — село в Польщі, у гміні Рутка-Тартак Сувальського повіту Підляського воєводства.
Населення — 81 особа (2011).
У 1975-1998 роках село належало до Сувальського воєводства.

## Демографія
Демографічна структура станом на 31 березня 2011 року:
|          | Загалом | Допрацездатний вік | Працездатний вік | Постпрацездатний вік |
| -------- | ------- | ------------------ | ---------------- | -------------------- |
| Чоловіки | 41      | 8                  | 28               | 5                    |
| Жінки    | 40      | 9                  | 24               | 7                    |
| Разом    | 81      | 17                 | 52               | 12                   |